# Nowe Święcice
Nowe Święcice – wieś sołecka w Polsce, położona w województwie mazowieckim, w powiecie płockim, w gminie Mała Wieś.
W latach 1975–1998 Nowe Święcice administracyjnie należały do województwa płockiego.
Przed 2023 r. miejscowość była częścią wsi Stare Święcice.